# Гойник
Го́йник (серб. Гојник) — младший сын сербского князя Властимира, правивший Сербией вместе со своими братьями Мутимиром и Строимиром между 860 и 891. Братья сумели отразить нападение болгарского хана Бориса. Во время их правления была завершена христианизация сербских племён.
После мира с болгарами среди братьев произошла усобица, в которой победил Мутимир. Он отправил Строимира и Гойника в Болгарию. Их дальнейшая судьба неизвестна. Сын Гойника Петар был оставлен при дворе Мутимира, однако вскоре сумел сбежать в Болгарию. Преемником Мутимира стал его старший сын Первослав, однако правил он недолго — вернувшийся из Хорватии Петар Гойникович сверг его и занял престол.

## Брак и дети
- Имя жены Гойника не известно. Сын:
  - Петар Гойникович (ум. 917) — правитель Сербии